# 张大兵
张大兵（1967年7月—2023年6月22日），中国植物学家，上海交通大学讲席教授，主要从事作物生殖发育分子调控机理和转基因生物分子特征方面的研究工作。入选中华人民共和国教育部2009年度“长江学者”特聘教授、万人计划、百千万人才工程。

## 生平
1987年毕业于徐州师范大学生物系。1994年获南京大学植物学专业硕士学位。1998年，在中国科学院上海植物生理生态研究所取得分子遗传学博士学位，进入上海市农业科学院工作。2005年至2018年，在上海交通大学生命科学技术学院任教授、副院长。2016年起为上海交通大学讲席教授。
2023年6月22日，因车祸逝世，享年56岁。